# Jaschilkul
Der Jaschilkul ist ein Hochgebirgssee im Pamir.
Der Süßwassersee befindet sich auf einer Höhe von 3734 m in der autonomen Provinz Berg-Badachschan im Süden von Tadschikistan, 130 km östlich der Provinzhauptstadt Chorugh. Er entstand vor dem 13. Jahrhundert, als ein Bergrutsch den Oberlauf des Gunt blockierte und diesen aufstaute. Der Gunt heißt oberhalb seiner Einmündung in den See auch Alitschur. 
Der Jaschilkul erstreckt sich in Ost-West-Richtung über eine Länge von 20 km und bedeckt eine Fläche von 36,1 km². Seine maximale Tiefe beträgt 52 m. Die umgebende Landschaft entspricht der einer kalten Hochlandwüste. In dieser Region werden im Winter mit bis zu −63 °C die tiefsten Temperaturen von Tadschikistan gemessen.
Nördlich des Sees verläuft die Nördliche Alitschurkette, während sich im Süden und Südwesten das Bergmassiv des Bogchigir erhebt.

## Important Bird Area
1,5 km vom südöstlichen Seeufer entfernt befindet sich der kleine See Bulunkul. Beide Seen gehören zu einer Important Bird Area, da diese mit ihren angrenzenden Feuchtgebieten einen wichtigen Lebensraum für Zugvögel bilden. Folgende Vogelarten werden gelistet: Alpendohle, Berggimpel, Bergpieper, Braunkopfmöwe, Felsengimpel, Gänsesäger, Himalajakönigshuhn, die Tibetlerche, Mattenschneegimpel, Mauerläufer, Mongolenregenpfeifer, Kaiseradler, Pamirlaubsänger (Phylloscopus griseolus), Rostgans, Sakerfalke, Tibetschneesperling, Schneegeier und Streifengans.

## Abflussregulierung
Anfang der 2000er Jahre wurde ein Abflusskontrollbauwerk am Jaschilkul errichtet. Dieses soll in den abflussreicheren Sommermonaten, einen Teil des Wassers zurückhalten, um dieses in den abflussarmen Wintermonaten wieder in den Fluss abzugeben. Dadurch wird ein ganzjähriger Betrieb und eine bessere Auslastung des flussabwärts gelegenen Wasserkraftwerks gewährleistet.